# クイカテコ族
クイカテコ族（クイカテコぞく、Cuicatec）は、メキシコに住む少数民族。

## 居住地
メキシコ南部高地、ガサントドミンゴ川一帯に住んでいる。

## 生活
農業を生業とし、主食であるトウモロコシ、豆類、カボチャのほか、トウガラシ、コーヒー、カカオを栽培している。
七面鳥、ニワトリ、ブタ、ウシを飼う。
昔ながらの食生活を変えようとせず、現在でもバッタ、焼いたアリ、タバコの灰などを食べる。
かつて織物づくりが盛んだったが、今では廃れている。

## 宗教
唯一の超自然的存在「セニョール・デル・セロ（丘の主）」を中心とする地方独特の宗教・迷信を伝えている。